# Bougainville Copper
Die Bougainville Copper Ltd. (BCL) ist eine australische Kupfer-, Gold- und Silber-Bergwerksgesellschaft. Sie ist Besitzerin eines der größten Tagebaue der Welt, der Pangunamine auf der zu Papua-Neuguinea gehörenden Insel Bougainville. Neben der Pangunamine gehören BCL weitere sieben Abbaulizenzen auf Bougainville, für die derzeit ein Abbaumoratorium besteht. Während der 1970er und 1980er Jahre trugen die Erträge von BCL mit ca. 20 % erheblich zur Finanzierung des papua-neuguineischen Staatshaushalts bei.

## Aktionärsstruktur
Hauptanteilseigner der Bougainville Copper Ltd. sind das Autonomous Bougainville Government (ABG) 36,4 % und der Staat Papua-Neuguinea mit ebenfalls 36,4 % sowie die European Shareholders of Bougainville Copper (ESBC) mit ca. 6 %. Die restlichen 23 % der Aktien verteilen sich auf Kleinaktionäre, von denen ein Großteil auf der Insel Bougainville beheimatet ist. Derzeit sollen der vom Staat Papua-Neuguinea gehaltene Anteil an das Autonomous Bougainville Government (ABG) übertragen werden. Damit wäre das ABG mit 72,8 % der mit Abstand größte Anteilseigener.

## Sitz der Gesellschaft und Vorstand
- Port Moresby (Papua-Neuguinea) und Sydney (Australien).
- Chairman: Sir Mel Togolo
- Company Secretary: Mark Wallace Hitchcock

## Geschichte
Nach 17-jähriger Tätigkeit hat die Bougainville Copper Ltd. am 15. Mai 1989 den Abbau in der Pangunamine eingestellt. Die überstürzte Schließung des Tagebaues war infolge zunehmender lebensbedrohlicher Attacken von Francis Onas Bougainville Revolutionary Army notwendig geworden. Der Konflikt um die Panguna-Mine entwickelte sich schnell zur provinzweiten Bougainville-Krise.
In seinem ersten Statement nach der Wahl zum Präsidenten der autonomen Regierung Bougainvilles hat John Momis am 8. Juni 2010 die Wiedereröffnung der Pangunamine im nationalen australischen Radiosender Pacific Beat angekündigt.
Nach dem Unabhängigkeitsreferendum in Bougainville 2019 äußerten verschiedene Rohstoffkonzerne ein Interesse an der Wiederaufnahme des Kupferbergbaus in Panguna. Der Wert der Rohstoffreserven wird auf 60 Milliarden US-$ geschätzt. Lokale Politiker würden eine Wiedereröffnung der Mine zwar begrüßen, hegen aber gegen ausländische Investoren aufgrund ihrer vergangenen Fehler wie Umweltzerstörung und politische Einflussnahme großes Misstrauen.